# Concerts symphoniques russes
Les Concerts symphoniques russes désignent une série de concerts de musique classique russe organisés à Saint-Pétersbourg par le magnat du bois et mécène de la musique Mitrofan Belaïev pour servir de forum aux jeunes compositeurs russes qui pouvaient ainsi faire exécuter les œuvres orchestrales qu'ils venaient d'écrire. À côté de ces œuvres nouvelles, des pièces écrites par des compositeurs de la génération précédente comme Nikolaï Rimski-Korsakov et Mily Balakirev y étaient également interprétées.

## Historique
L'idée des Concerts symphoniques russes est venue en fait de Rimski-Korsakov. Il avait fait la connaissance de Belaïev aux «vendredis du quatuor» hebdomadaires («Les Vendredis») qui se passaient au domicile de Belaïev. Belaïev avait déjà pris un vif intérêt pour l'avenir musical de l'adolescent Alexandre Glazounov, qui avait été l'un des étudiants en composition de Rimski-Korsakov. En 1884, Belaïev a loué une salle et a engagé un orchestre pour jouer la Première Symphonie de Glazounov, plus une suite pour orchestre que Glazounov venait de composer. Glazounov devait conduire une partie de ce concert. Voyant qu'il n'était pas prêt à faire cela, Rimski-Korsakov s'est porté volontaire pour prendre sa place. Cette «répétition», comme Rimski-Korsakov l'a appelée, s'est bien passée et a satisfait à la fois Belaïev et le public invité. Encouragé par le succès de la «répétition», Belaïev a décidé que pour la suite de la saison, on donnerait un concert public des œuvres de Glazounov et d'autres compositeurs. Lors de ce concert, on a donné le Concerto pour piano de Rimski-Korsakov et Stenka Razine, un poème symphonique de Glazounov.
Tant la «répétition» de l'année précédente et que le concert qui a suivi ont donné à Rimski-Korsakov l'idée d'offrir plusieurs concerts par an mettant en vedette des œuvres russes. Le nombre de compositions orchestrales grandissait, et il y avait toujours des difficultés pour les faire programmer par la Société musicale russe ou d'autres organisations. Rimski-Korsakov a suggéré l'idée à Belaïev que ce dernier a retenue, inaugurant les Concerts symphoniques russes durant la saison 1886-1887. Rimski-Korsakov a partagé les droits récoltés lors de ces concerts. Glazounov a été nommé chef de la série de concerts de 1896.

## Œuvres créées
Quelques-unes des œuvres les plus connues actuellement comme «musique russe» ont d'abord été créées dans le cadre des Concerts symphoniques russes. Rimski-Korsakov a terminé sa révision de Une nuit sur le mont Chauve de Modeste Moussorgski et la dirigea lors du concert d'ouverture. Il a également écrit Schéhérazade, le Capriccio espagnol et La Grande Pâque russe spécialement pour ces concerts. Des révisions d'œuvres antérieures étaient également sélectionnées. Un des concerts comprenait la première exécution complète de la version définitive de la Première Symphonie de Piotr Ilitch Tchaïkovski. Une autre œuvre phare de la première a été la version révisée de la Troisième Symphonie de Rimski-Korsakov. Le poème symphonique de Sergueï Rachmaninov Le Rocher a été créé à un concert symphonique russe en 1896 sous la direction de Glazounov. L'année suivante a été créée la Symphonie nº 1 de Rachmaninov, toujours sous la direction de Glazounov. Le résultat a été une catastrophe. Alors que les compétences de chef d'orchestre de Glazounov n'étaient pas particulièrement fortes, il a mal utilisé son temps de répétition et son alcoolisme peut avoir contribué à la débâcle. L'accueil fut si mauvais que Rachmaninov tomba dans une dépression nerveuse pendant trois ans et qu'il détruisit la partition.